# Indiaca

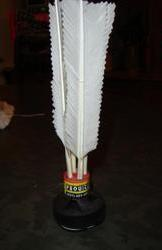
Az indiaca

Az indiaca a petaca nevű, röplabdához és tollaslabdához hasonló brazil csapatsport európai változata. A játéktér két térfélből áll, amelyeket háló választ el. A játékszer a tollaslabdához hasonló indiaca, amelyet tenyérrel kell ütni. A játékot két játékos, vagy néhány fős csapatok játsszák.

## Külső hivatkozások
- Hivatalos német indiaca honlap